# ميلوش فيلكوفيتش
ميلوش فيلكوفيتش (مواليد 26 سبتمبر 1995) هو لاعب كرة قدم صربي يلعب في مركز المدافع في نادي فيردر بريمن.

## وصلات خارجية
- ميلوش فيلكوفيتش على موقع الاتحاد الأوربي (الإنجليزية)
- ميلوش فيلكوفيتش على موقع قاعدة بيانات كرة القدم.إي يو (الإنجليزية)
- ميلوش فيلكوفيتش على موقع ناشيونال فوتبول تيمز (الإنجليزية)
- ميلوش فيلكوفيتش على موقع Soccerbase.com (لاعب) (الإنجليزية)
- ميلوش فيلكوفيتش على موقع Soccerway.com (الإنجليزية)
- ميلوش فيلكوفيتش على موقع عالم كرة القدم.نت (الإنجليزية)
- ميلوش فيلكوفيتش على موقع AS.com (الإسبانية)